# Goclenius (månekrater)
Goclenius er et nedslagskrater på Månen. Det befinder sig på den sydlige halvkugle på Månens forside og er opkaldt efter den tyske læge og matematiker Rudolf Goclenius den yngre (1572-1621).
Navnet blev officielt tildelt af den Internationale Astronomiske Union (IAU) i 1935.

## Omgivelser
Gocleniuskrateret ligger nær den vestlige udkant af Mare Fecunditatis. Det ligger sydøst for det lavaoversvømmede Gutenbergkrater og nord for Magelhaenskrateret. Mod nordvest strækker det parallelle system af riller, som hedder Rimae Goclenius, sig i nordvestlig retning med en længde på op til 240 kilometer.

## Karakteristika
Goclenius' kraterrand er nedslidt, forvredet og irregulær med en æggelignende form. Kraterbunden er blevet dækket af lava, og en rille skærer gennem den mod nordvest i samme retning som de øvrige dele af Rimae Goclenius. En tilsvarende rille løber over kraterbunden i Gutenberg, og det er sandsynligt, at disse riller alle opstod samtidigt på et tidspunkt, hvor kraterne allerede var dannet.
En lille central forhøjning ligger nordvest for kratermidten.

## Satellitkratere
De kratere, som kaldes satellitter, er små kratere beliggende i eller nær hovedkrateret. Deres dannelse er sædvanligvis sket uafhængigt af dette, men de får samme navn som hovedkrateret med tilføjelse af et stort bogstav. På kort over Månen er det en konvention at identificere dem ved at placere dette bogstav på den side af satellitkraterets midte, som ligger nærmest hovedkrateret. Gocleniuskrateret har følgende satellitkratere:
| Goclenius | Længde | Bredde  | Diameter |
| --------- | ------ | ------- | -------- |
| B         | 9,2° S | 44,4° Ø | 7 km     |
| U         | 9,3° S | 50,1° Ø | 22 km    |

Det følgende krater har fået nyt navn af IAU:
- Goclenius A — Se Ibn Battuta-krateret.

## Måneatlas
- Billeder af Gocleniuskrateret i LPI-måneatlasset
- USGS-kort